# Wait Until Dark (obra de teatro)

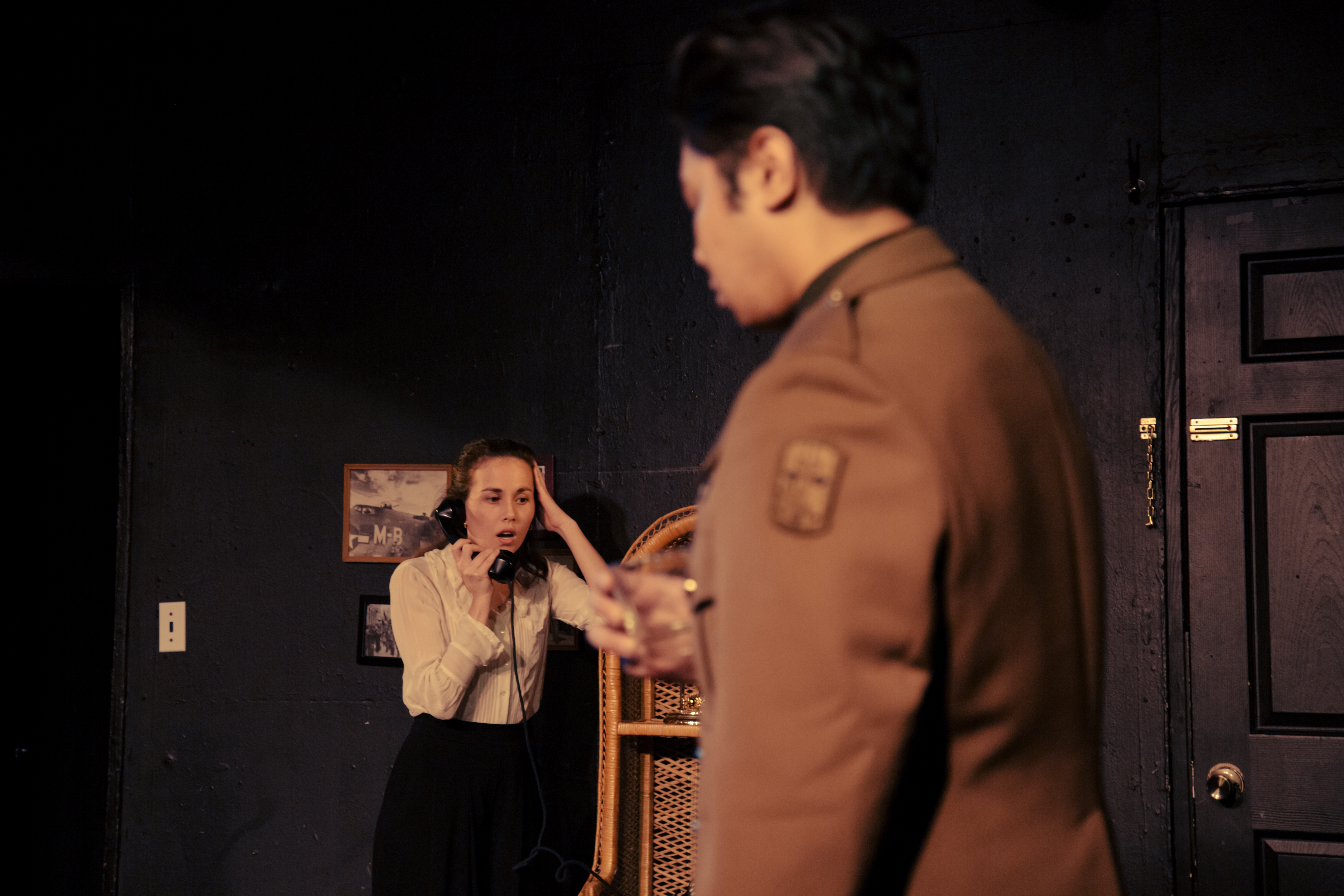
Fotograma de la versión cinematográfica.

Wait until dark (traducida como Sola en la oscuridad) es una obra de teatro del dramaturgo británico Frederick Knott estrenada en 1966.

## Argumento
Susy Hendrix es una ama de casa ciega del Greenwich Village neoyorquino, que resulta asediada por tres delincuentes en busca de la heroína escondida en una muñeca que el marido de Susy, Sam, había transportado inocentemente desde Canadá.

## Representaciones destacadas
La obra se estrenó en el Ethel Barrymore Theatre de Broadway el 2 de febrero de 1966, con dirección de Arthur Penn e interpretación de Lee Remick y Robert Duvall. En 1998 se repuso en Nueva York, en esta ocasión con Marisa Tomei y Quentin Tarantino desempeñando los principales papeles.[cita requerida]
La producción londinense contó en cartel con Honor Blackman y Peter Sallis y se mantuvo casi dos años.
Se estrenó en España en mayo de 1967, en el Teatro Marquina de Madrid, en una producción dirigida por Jaime Azpilicueta e interpretada por María Asquerino, Paco Valladares, Ricardo Merino, Manuel Salguero, Miguel Ángel y Carolina Montijano. Volvió a montarse en 2000, en el Teatro Real Cinema de Madrid, dirigida por Ricard Reguant y con Cristina Higueras en el papel protagonista, acompañada por Carlos Kaniowsky, César Díaz, Luisa Torregrosa, Martín Garrido, Pablo Viña y Montse Núñez.
Se estrena en Buenos Aires, en una producción dirigida por Virginia Magnago. Cuenta con el protagónico de la actriz Silvia Kutika acompañada en el escenario por los actores Fabio Aste, Adrián Lazare, Fernando Cuellar, Camila Barberis y Jorge Almada. .

## Versiones
Existe una versión cinematográfica, dirigida por Terence Young y protagonizada por Audrey Hepburn, que se estrenó el 26 de octubre de 1967.
En 1982 se grabó una versión para televisión, que se emitió en la cadena HBO y que protagonizaron Katharine Ross y Stacy Keach.